# Walter Sydney Adams
Walter Sydney Adams, född den 20 december 1876 i Antiochia i Syrien, död den 11 maj 1956 i Pasadena i Kalifornien, var en amerikansk astronom. 

## Biografi
Adams tog examen vid Dartmouth College i USA och fortsatte sin utbildning i Tyskland. När han återvände till Amerika började han sin karriär inom astronomi och blev direktör vid Mount Wilson-observatoriet 1923. Han upptäckte tillsammans med A. Kohlschütter en metod att bestämma stjärnornas absoluta magnitud ur spektrallinjernas intensitet.
Adams invaldes 1938 som utländsk ledamot nummer 786 av Kungliga Vetenskapsakademien.

## Utmärkelser
Han tilldelades Royal Astronomical Societys guldmedalj 1917, Jules Janssens pris 1926 och Bruce-medaljen 1928.
Nedslagskratern Adams på månen och nedslagskratern Adams på planeten Mars är uppkallade efter honom.
Asteroiden 3145 Walter Adams är uppkallad efter honom.